# Bahnhof Interlaken Ost
Der Bahnhof Interlaken Ost ist vor dem Bahnhof Interlaken West der grössere der beiden Bahnhöfe der Berner Gemeinde Interlaken. Er wird von Zügen zweier verschiedener Spurweiten bedient: Normalspur und Meterspur. Der Bahnhof gehört der Berner Oberland-Bahn. Diese Gesellschaft baut 1890 hier ihre Endstation, davor war Interlaken Zollhaus – wie sie damals hieß – nur eine unbediente Haltestelle.

## Geschichte
Der Bahnhof wurde am 1. Juli 1874 von der damaligen Bödelibahn als Interlaken Zollhaus eröffnet, nachdem diese ihre Strecke vom damaligen Bahnhof Interlaken (heute Interlaken West) nach Bönigen verlängert hatte. 1890 wurde Interlaken Zollhaus zum Ausgangspunkt der Berner Oberland-Bahn (BOB), einer Meterspurbahn nach Lauterbrunnen beziehungsweise Grindelwald. 1893 folgte die westliche Fortsetzung der Bödelibahn dem Thunersee entlang nach Thun, somit war Interlaken durchgehend ans Schweizer Eisenbahnnetz angeschlossen.
Im Jahr 1916 nahm die Bedeutung des Bahnhofs Interlaken Ost als Verkehrsknotenpunkt abermals zu, als das letzte Teilstück der Brünigbahn zwischen Brienz und Interlaken dem Verkehr übergeben wurde. Das heute bestehende Empfangsgebäude stammt aus dem Jahr 1917 und wurde errichtet, als die Knotenpunktfunktion des Bahnhofs durch die Brünigbahneröffnung abermals zunahm. Heute steht das Empfangsgebäude unter Denkmalschutz.
Beim Eisenbahnunfall von Interlaken am 11. August 1952 stiess, wegen eines Missverständnisses, eine Güterwagengruppe mit einem aus Bönigen gekommenen Personenzug zusammen. Trotz der relativ langsamen Geschwindigkeit wurden vier Reisende getötet und mindestens zehn schwer verletzt, da die alten Holzwagen dem Aufprall nicht standhielten. 1969 stellte die BLS den Personenbetrieb auf der Strecke Interlaken Ost–Bönigen ein. Die ehemalige Gleisanlage der Bödelibahn dient bis heute als Zubringer zur BLS-Hauptwerkstätte in Bönigen.
Im Jahr 2002 wurde der Bahnhofplatz neugestaltet und 2007 wurde der Bahnhof Interlaken Ost zum Vollknoten aufgewertet. Die Gemeinde Interlaken gewann 2012 mit dem Verkehrsknoten Interlaken Ost die Auszeichnung «FLUX – Goldener Verkehrsknoten» mit der Begründung, dass auf dem Areal des Bahnhofs die Vereinigung des öffentlichen Verkehrs, des motorisierten Individualverkehrs sowie des Langsamverkehrs vorbildlich sei.

## Anlage

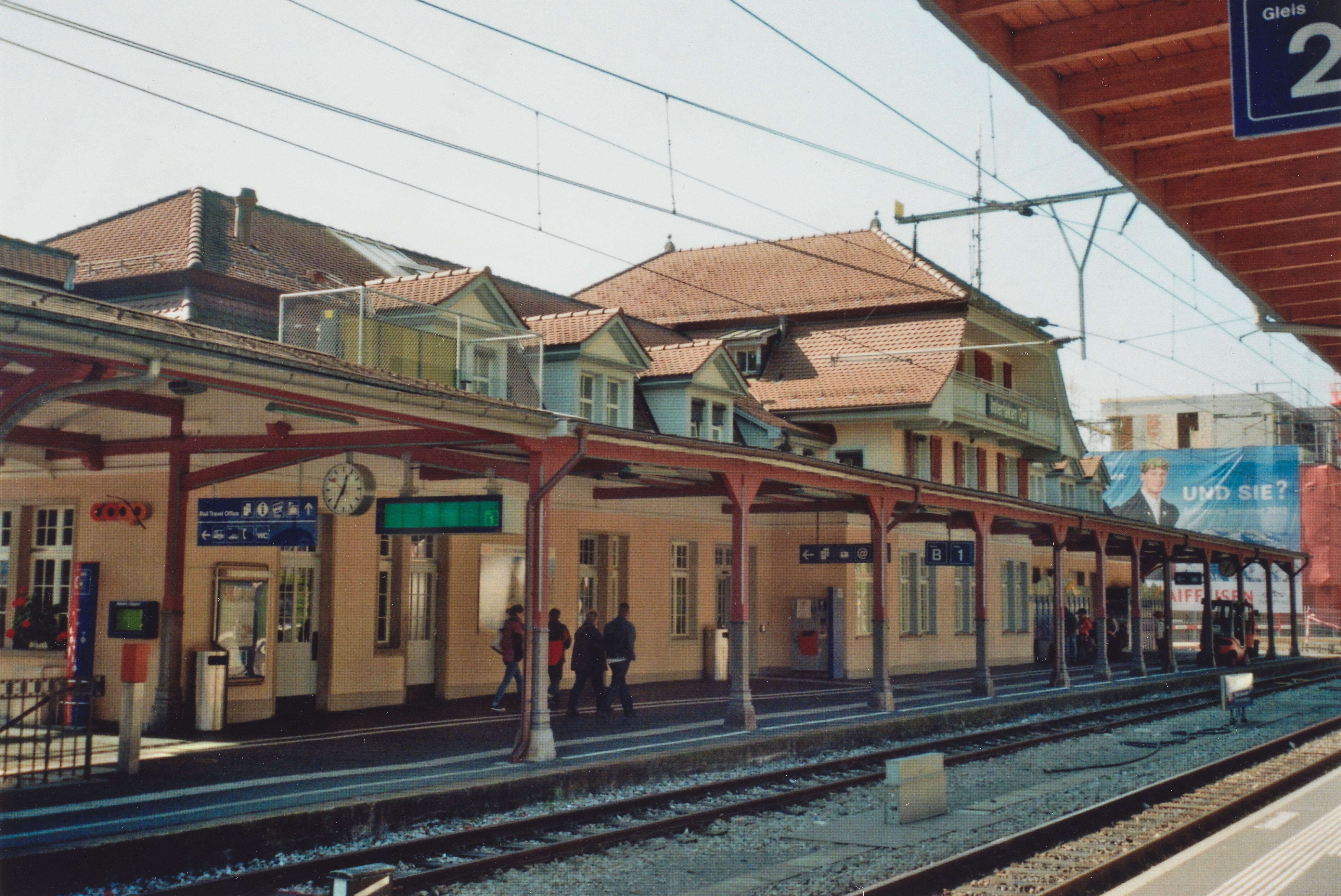
Bahnhofsgebäude Bahnseite 2011

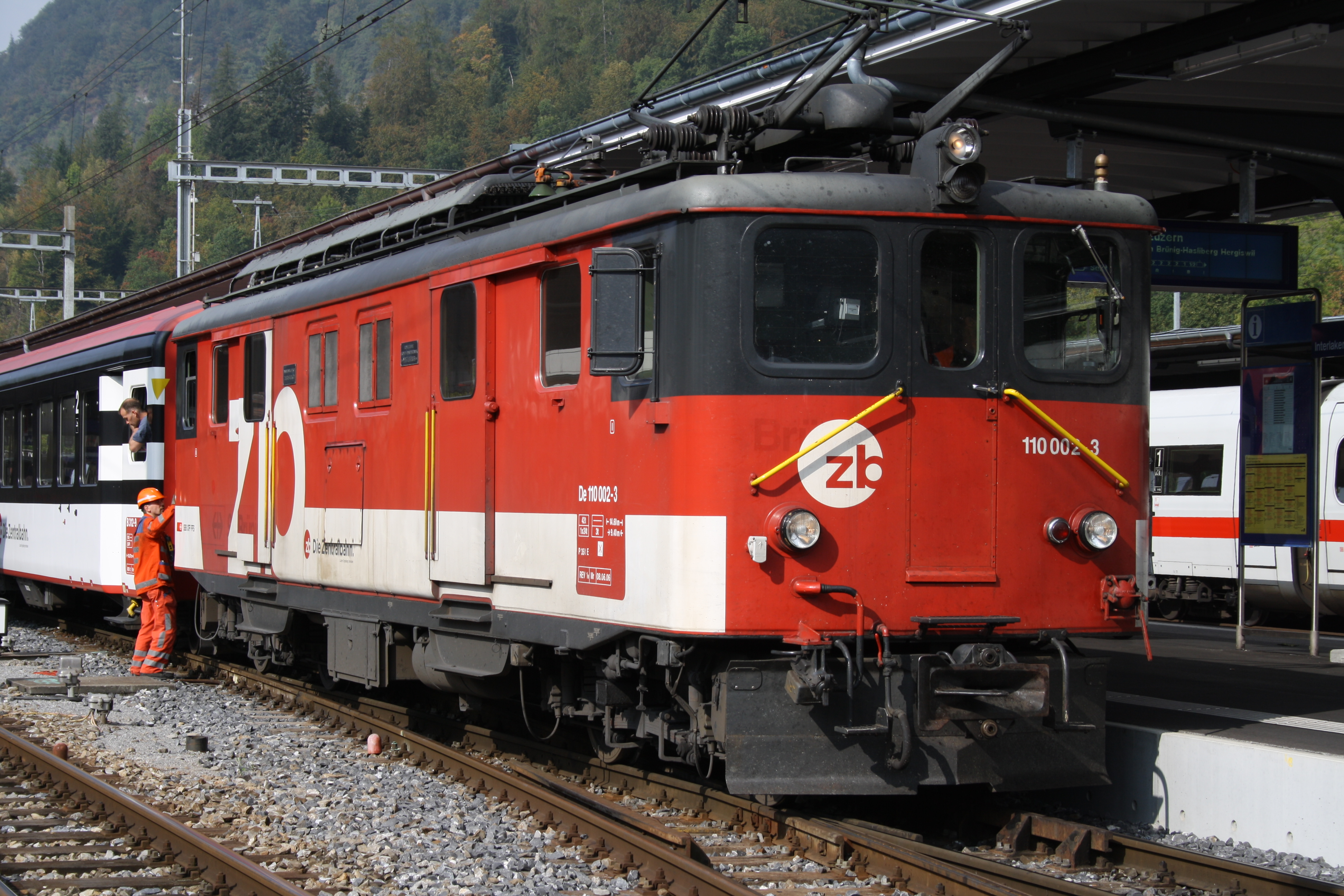
Gepäcktriebwagen De 4/4 der Zentralbahn (im Hintergrund ein ICE 1) in Interlaken Ost, 2009

Die Bahnhofsanlage umfasst acht Bahnsteiggleise, die an fünf Perrons angegliedert sind. Im Bahnhof Interlaken Ost werden drei Bahnlinien verknüpft, die hier enden oder beginnen, wobei es keine durchgehende Züge gibt. Aus der westlichen Richtung führt die normalspurige Thunerseebahn mit einer Spannung von 15'000 Volt Wechselstrom in den Bahnhof, der jedoch kein Kopfbahnhof ist: Der durchgehende Personenverkehr der Bödelibahn bis Bönigen wurde zwar 1969 eingestellt – seither enden alle Züge in Interlaken Ost – jedoch befindet sich die BLS-Werkstätte weiterhin in Bönigen, so dass die Strecke weiterhin befahren wird.
Die Brünigbahn und die BOB haben zwar dieselbe Spurweite, werden jedoch mit unterschiedlichen Bahnstromsystemen betrieben: Die heute von der Zentralbahn befahrene Brüniglinie besitzt aufgrund ihrer SBB-Vergangenheit eine Spannung von 15'000 Volt Wechselstrom, die BOB-Strecken werden in Richtung Lauterbrunnen und Grindelwald mit 1500 Volt Gleichstrom betrieben.
Aufgrund dieser Unterschiede besitzt jede Bahngesellschaft eigene Gleise, eine Wechselspeisung zwischen den verschiedenen Gleisen ist nicht vorhanden. Zwar gibt es Gleisverbindungen zwischen der Zentralbahn und der BOB, die früher vor allem zum Austausch von Wagen verwendet wurden, heute jedoch nicht mehr genutzt werden.
Die Schiffländte Interlaken Ost (See) an der Aare der BLS Schifffahrt für den Brienzersee befindet sich nördlich des Bahnhofs.

## Verkehr
Der Bahnhof wird von fünf Bahngesellschaften bedient, den SBB, den BLS, der Zentralbahn, der BOB und der DB, wobei letztere ihre Züge auf dem Schweizer Abschnitt gemeinsam mit den SBB betreibt.

### Fernverkehr
Der Bahnhof wird ein- bis zweimal stündlich von InterCity-Zügen der SBB bedient, die viermal täglich als ICE nach Berlin und einmal täglich als EuroCity nach Hamburg verkehren. Dazu kommen stündliche InterRegio-Verbindungen der Zentralbahn nach Luzern. 
Direkte Zugverbindungen nach Zürich HB existierten bis 2007, können aber wegen fehlender Fahrplantrassen in Zusammenhang mit dem Lötschberg-Basistunnel und dem 2007 eingeführten Vollknoten Interlaken Ost nicht mehr geführt werden, weil der Aufenthalt in Bern und Spiez zu gering wäre, um Anschlüsse aufzunehmen. Stattdessen fahren auch diese Züge nach Basel.
- 61 Basel SBB – Bern – Interlaken Ost ( oder ) ( oder FZ) BZ FS RZ
- 81 Interlaken Ost – Bern – Zürich HB – Romanshorn   BZ FS RZ
- (Interlaken Ost –) Basel SBB – Braunschweig – Berlin
- Interlaken Ost/Zürich HB – Basel SBB – Frankfurt am Main – Köln – Hamburg-Altona
- Luzern – Meiringen – Interlaken Ost    (Luzern-Interlaken-Express)

### Regionalverkehr
Im Regionalverkehr operieren die BLS, die BOB und die Zentralbahn. Die BOB führt einen Halbstundentakt mit Flügelzügen, die in Zweilütschinen in zwei Teile nach Lauterbrunnen beziehungsweise Grindelwald geteilt werden. Der Regionalzug der Zentralbahn nach Meiringen verdichtet den Fahrplan zusammen mit dem InterRegio in etwa zu einem Halbstundentakt auf der Berner Seite.
Seit Ende 2022 gibt es dank umspurbaren Wagen und einer entsprechenden Umspuranlage in Zweisimmen eine direkte Verbindung zwischen Interlaken Ost und Montreux.
- Montreux – Zweisimmen – Interlaken Ost    (Golden-Pass-Express)
- 9 Spiez – Interlaken Ost
- Interlaken Ost – Zweilütschinen – Lauterbrunnen/Grindelwald (Flügelzug der BOB)
- Interlaken Ost – Spiez
- Interlaken Ost – Brienz – MeiringenAnlage des Bahnhofs Interlaken Ost

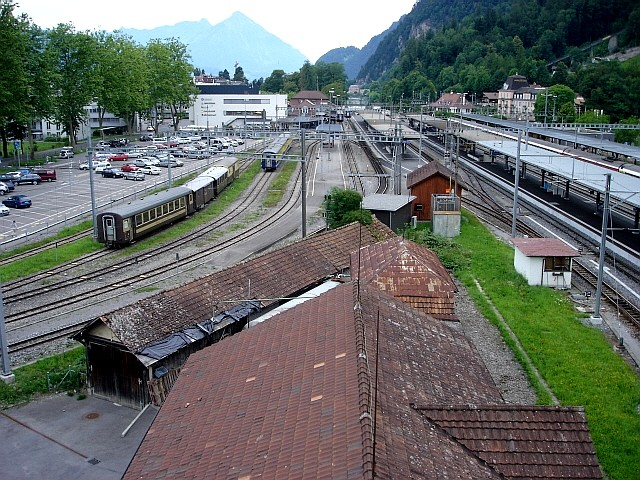
Anlage des Bahnhofs Interlaken Ost

Zudem beginnt unweit des Ostbahnhofs die Harderbahn, eine Standseilbahn auf den Harder Kulm.